# Бакулина, Мария Константиновна
Мария Константиновна Бакулина (Морозова) (род. 26 января 1988) — российская баскетболистка, выступающая в амплуа центровой в составе «Динамо» (Новосибирск).

## Карьера
Воспитанница новосибирского баскетбола.
Свой первый сезон во взрослом чемпионате провела в Красноярске, после чего снова вернулась в «Динамо-ГУВД».
Мастер спорта России.